# داروينية (نبات)
الداروينية أو الدروينية (الاسم العلمي:Darwinia) هي جنس من النباتات تتبع فصيلة الآسية من رتبة الآسيات. تم وصف هذا الجنس من النبات علمياً لأول مرة من قبل إدوارد رادج سنة 1815 وسمي تكريماً لإراسموس داروين, جد عالم التاريخ الطبيعي البريطاني الشهير تشارلز روبرت داروين.

## أنواع نبات الداروينية
- داروينية التلال
- داروينية حرشفية
- داروينية حزمية
- داروينية زرقاء الأوراق
- داروينية كبيرة الأزهار
- داروينية ليمونية الرائحة
- داروينية مخضوضرة
- داروينية أرجوانية
- داروينية ثنائية الأزهار
- داروينية جميلة
- داروينية حادة
- داروينية خماسية الأزهار
- داروينية دموية
- داروينية رقيقة الأزهار
- داروينية زاحفة
- داروينية سفائية
- داروينية صنوبرية الأوراق
- داروينية غمامية
- داروينية قليلة الأزهار
- داروينية لحمية
- داروينية متباعدة
- داروينية متعددة الروؤس
- داروينية مرتفعة
- داروينية مسوقة
- داروينية مغطاة
- داروينية ملحية
- داروينية منتنة
- داروينية مؤاخية